# Loba bolivarense
La Zona de Desarrollo Económico y Social (Zodes) de Loba es una subregión del departamento de Bolívar (Colombia), ubicado al oriente del mismo.
Loba es una región de vocación agropecuaria y minera, con gran potencial para el desarrollo de proyectos mineros auríferos y agroindustriales importante (palma o cacao, entre otros).
Está integrada por los siguientes municipios:
| Bandera | Nombre             | Altitud (m s. n. m.) | Temperatura promedio (°C) | Área (km²) | Habitantes | Año de fundación | Habitantes cabecera municipal |
| ------- | ------------------ | -------------------- | ------------------------- | ---------- | ---------- | ---------------- | ----------------------------- |
|         | Altos del Rosario  | 17                   | 31                        | 248        | 13 946     | 1973             | 8 367                         |
|         | Barranco de Loba   | 23                   | 35                        | 416        | 18 095     | 1800             | 6 304                         |
|         | El Peñón           | 29                   | 32                        | 252        | 9 694      | 1737             | 4 008                         |
|         | Norosí             | 60                   | 31                        | 412        | 5 177      | 1668             | 2 116                         |
|         | Regidor            | 29                   | 34                        | 396        | 10 682     | 1602             | 4 559                         |
|         | Río Viejo          | 34                   | 33                        | 1.414      | 18 371     | 1785             | 9 702                         |
|         | San Martín de Loba | 19                   | 33                        | 442        | 17 689     | 1637             | 7 577                         |